# Claustria
Claustria est un roman de Régis Jauffret publié en janvier 2012 aux éditions du Seuil à partir d'une histoire authentique. 

## Écriture du roman
Le titre Claustria que Régis Jauffret a donné à son roman et une contraction de « claustration et Austria » pour Autriche, puisque les faits se sont déroulés en Autriche. C'est un fait divers qui est découvert dans le village d'Amstetten en Basse-Autriche, le 26 avril 2008. Pendant quelque vingt-quatre ans, le dénommé Josef Fritzl a séquestré sa fille dans la cave de sa maison, l'a régulièrement violée au point de lui faire sept enfants ; trois d'entre eux n'ont jamais vu la lumière du jour. 

## Résumé
28 avril 2008, dans une petite ville d'Autriche, une mère sort avec trois de ses enfants d'une cave ou elle a vécu dans une claustration absolue pendant 24 années. Violée par son père, elle les a mis au monde dans cette prison sans fenêtre. Sur place, l'auteur a découvert de nouveaux éléments qui remettent en cause l’enquête de la police. Claustria est le roman de cette histoire unique.

## Réception critique

### En France
Lors de son bilan littéraire de l'année le magazine culturel Les Inrocks inclut ce livre dans les 25 meilleurs livres l'année 2012. 

### Polémique en Autriche
Le roman est très mal reçu en Autriche. En effet, les critiques littéraires autrichiens dénoncent « un ouvrage voyeuriste, bête et gratuitement haineux envers les Autrichiens » et reprochent à l'auteur des « grossières erreurs  qui discréditent l'enquête menée sur place pendant quinze jours ». Dans The Guardian, Régis Jauffret se défend en affirmant que « son livre dérange parce qu'il dénonce des défaillances, ce que les Autrichiens ne peuvent pas supporter, venant d’un citoyen français ». Il publie également dans Libération une tribune intitulée « Affaire Fritzl : pourquoi l’Autriche m’attaque », dans laquelle il explique : « L'inceste sur un enfant - fût-il un petit de 1 an ou 2 - n'est passible en Autriche que de trois années de prison lorsque le père commet ce crime. Si c'est l’oncle, il ne risque qu'un an. Qui en Europe s’en soucie ? [...] Celui qui ne hurle pas avec moi pour exiger de l’Autriche un changement immédiat de sa loi, est complice de cette ordure qui, en ce moment, viole son enfant. »

## Édition
Claustria, éditions du Seuil, 2012  (ISBN 978-2021022513).